# Ятенга
Ятенга — средневековое государство в Западной Африке, образованное в середине XIV века. Располагалось на современной территории государства Буркина-Фасо.

## География

Территория Ятенга на карте Восточной Африки, 1875 год.

Было расположено в Западной Африке на территории современного государства Буркина-Фасо, в бассейнах рек Белая Вольта и Красная Вольта.

## История
Государство было образовано в середине XIV века в результате внутренних конфликтов Королевства народа Моси.
Её правитель, носитель титула Ятенга нааба, живёт со своим двором начиная с XVIII века в городе Уахигуя. В настоящее время правитель реальной административной властью не обладает.
Государство Ятенга было основано Ядегой, сыном нааба Нассебири из Уагадугу, после того, как его брат занял трон нааба (правителя) в Уагадугу. Центром владений Ядеги стал город Гурси с округом; это было ядро возникшего впоследствии государства Ятенга. В 1895 году Ятенга становится французским протекторатом.